# Rising Star (Teksas)
Rising Star – miasto w Stanach Zjednoczonych, w stanie Teksas, w hrabstwie Eastland.